# Britta Sundin
Britta Stina Sundin, född 30 december 1934 i Bodums församling i Västernorrlands län, död 1 oktober 2001 i Sundsvall, var en svensk socialdemokratisk politiker, som mellan 1985 och 1998 var riksdagsledamot för Västernorrlands läns valkrets.